# Diamysis frontieri
Diamysis frontieri är en kräftdjursart som beskrevs av Nouvel 1965. Diamysis frontieri ingår i släktet Diamysis och familjen Mysidae. Inga underarter finns listade i Catalogue of Life.